# واردادزور، مارتاکرت
واردادزور (به ارمنی: Վարդաձոր) یک منطقهٔ مسکونی در جمهوری آرتساخ است که در استان مارتاکرت واقع شده‌است. واردادزور ۱۵۵ جمعیت دارد.